# Politiskt parti

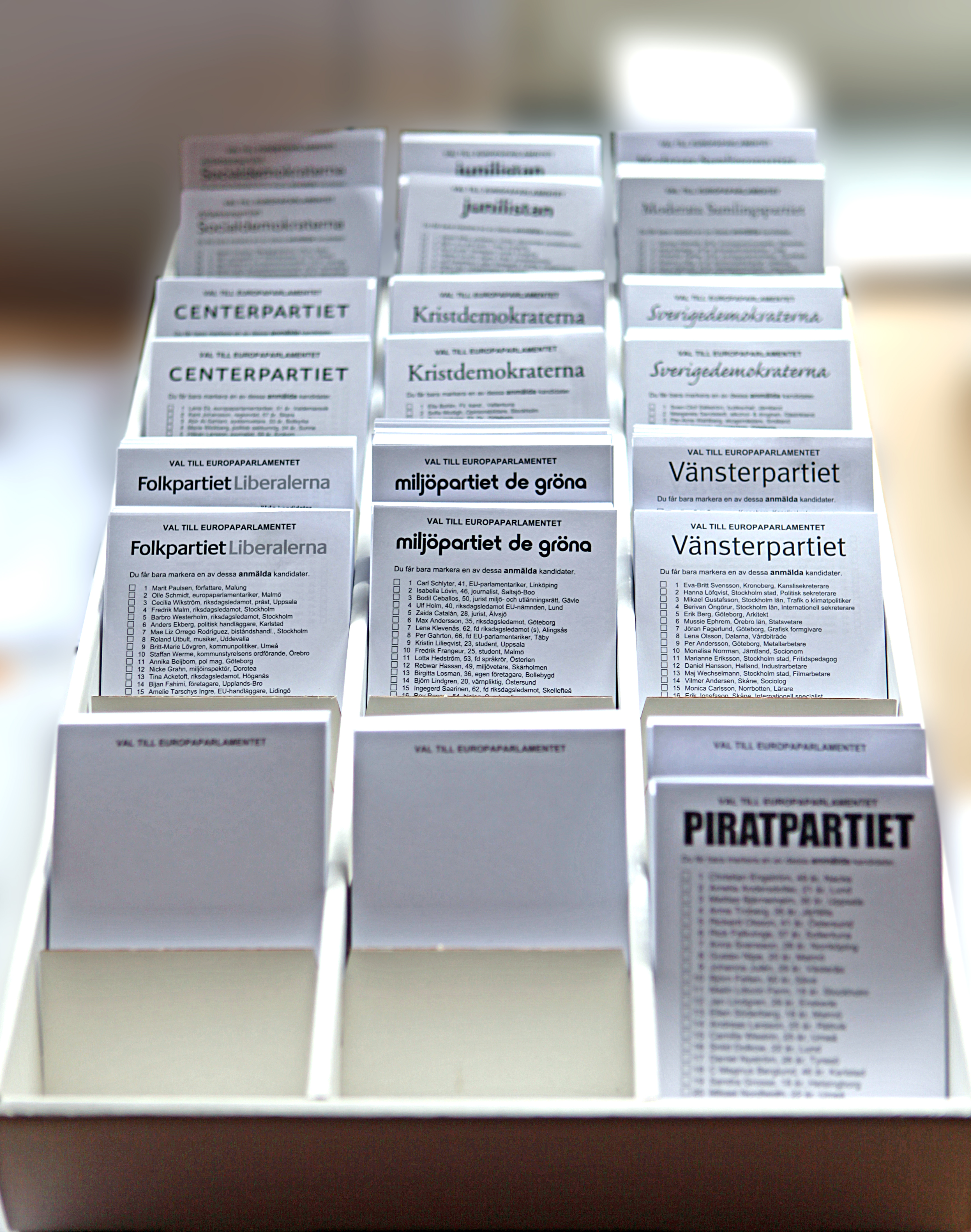
Svenska politiska partiers valsedlar inför Europaparlamentsvalet 2009.

Ett politiskt parti, eller bara parti, är en organiserad grupp personer som söker eller nyttjar politisk makt, exempelvis genom att delta i demokratiska val. Partier är ofta rikstäckande, då de söker makten i ett specifikt lands parlament, men de kan också endast verka i ett område av ett land, eller söka makt i unioner mellan länder, exempelvis Europeiska unionen. Samma parti söker ofta makten på olika nivåer. 
Partier har ofta en speciell ideologi, men kan också representera en koalition mellan diverse intressen. Partiets vilja eller ideologi sammanfattas i ett partiprogram som eventuella väljare kan granska. I många fall förekommer liknande partier i olika länder, som vill nå samma mål i respektive land, och de kan då ibland gå ihop i gränsöverskridande samarbeten. Det förekommer även partier med liknande ideologier och mål som inte samarbetar, utan konkurrerar med varandra.
I länder som har parlamentarism, bildar politiska partier som har platser i parlamentet ett parlamentariskt parti som består av alla deras medlemmar i parlamentet. I parlamentariska regeringssystem har de flesta politiska partier även en vald ledare som, om dennes parti väljs av en absolut majoritet, eller med en relativ majoritet inom koalitionen där traditionen är sådan, blir regeringschef. I presidentiella system kan presidenten bli vald som representant för sitt parti. I många nationer är presidenten dock tvungen att avsäga sin koppling till sitt parti vid uppgång till statsöverhuvud. I vissa situationer kan koalitionsregeringar formas av medlemmar från mer än ett parti.
Differens är livsviktigt för de flesta politiska partier: de måste skilja sig på åtminstone några punkter från andra partier för att kunna vinna val. Extrema partianhängare använder ibland våld för att föra igenom sina ideologier.
Fria partier, fri nyhetsförmedling och fri opinionsbildning är grundläggande inslag i en parlamentarisk, representativ demokrati.

## Historia
De äldsta partierna var lösa sammanslutningar av politiker (parlamentsledamöter, riksdagsledamöter), som whigs och tories på 1690-talet i England och hattar och mössor i Sverige under frihetstiden på 1700-talet. Sådana lösa sammanslutningar fanns även under hela 1800-talet. Fasta partistrukturer började växa fram på 1830-talet. De första tyska partierna grundades på 1860-talet. De tidigaste av de mer långlivade och modernt organiserade partierna i Sverige var Sveriges socialdemokratiska arbetareparti (1889), Liberala samlingspartiet (1900), Allmänna valmansförbundet (1904) och Bondeförbundet (1913).

## Organisation
De politiska partierna är vanligtvis uppbyggda i tre nivåer, en för varje typ av val. Dessa är kommun-, region- och riksnivå, ibland med andra termer beroende på landet, och nivåerna benämns ibland olika i respektive parti. Partier i länder som ingår i unioner med parlament, som Europeiska unionen, går ofta även till val i denna unionens parlament.
Partier leds ofta av en eller en grupp av partiledare, vilken ofta är densamme som partiordförande. I de flesta demokratiska partier väljs denna eller dessa i demokratiska val bland medlemmarna, men i en del andra partier väljs ledaren av en styrelse eller av sig själv. För unga partier är ofta ledaren densamme som grundaren av partiet. En partiledares tid på positionen varierar också, från ett fåtal år inom vissa partier till en livstid inom andra. Tiden som en person kan vara partiledare bestäms ofta av partiets stadgar. Partiledaren, liksom partistyrelsen den är del av, väljs i demokratiska partier ofta på partikongressen eller på ett årsmöte.
Demokratiska partiers högsta beslutande organ är ofta partikongressen (termen skiljer sig ofta mellan länder och partier). På kongressen sammanträder företrädare för alla regionala och de flesta lokala organisationer inom partiet och lägger fast huvudlinjerna för den politik som partiet skall bedriva. Kongressen brukar också välja partiledare och partistyrelse. Vanligtvis väljs också bland annat revision och valberedning samt i vissa partier partisekreterare.
Mindre demokratiska partier har oftare en ledning som är självbestämmande, och som inte kan avsättas genom vanliga val.
Många partier har sidoorganisationer som är mer eller mindre hårt knutna till moderpartiet. Exempel på sidoorganisationer eller nätverk är ungdomsförbund, studentförbund, kvinnoförbund, kristna nätverk, HBT-nätverk och seniorförbund. Lösare band finns ibland till olika studieförbund, intresseorganisationer, politiska tankesmedjor, tidningar och tidskrifter.
Majoriteten av världens länder har stater som antingen direkt eller indirekt monetärt sponsrar landets politiska partier.

### Partiorganisation i Sverige
Den gängse definitionen av parti är "sammanslutning eller grupp av väljare, som uppträder i val under särskild beteckning". Tidigare fanns definitionen i 3 kap. 1 § 3 stycket regeringsformen, men togs bort i och med 2014 års ändring av regeringsformen.

#### Organisation
I Sverige är politiska partier uppbyggda i tre nivåer, kommun-, landstings- och riksnivå. Dessa nivåer benämns olika i respektive parti. Regionerna Stockholms län, Västra Götalands län och Skåne län har ofta flera regionförbund beroende på sin storlek och av historiska skäl (tidigare fanns där flera län / landsting). Partier endast inriktade på kommunalpolitik är oftast enklare uppbyggda, ibland med mer kortsiktiga mål jämfört med rikstäckande partier.
Alla svenska partier leds av någon form av partiledare. De flesta partier har en ledare, men exempelvis Miljöpartiet företräds av två stycken, kallade språkrör. Partiledaren är ofta densamme som partiordförande, men undantag finns i bland annat Piratpartiet. Ledaren ses som den högsta positionen inom ett partis styrelse, som väljs på partikongressen.
Den svenska termen för partiets högsta beslutande organ skiljer sig något åt mellan olika partier. Det vanligaste namnet är partikongress. Under detta möte görs stora ändringar i partiets politik, ideologi och verksamhet.
De flesta svenska partier har någon form av sammankopplad sidoorganisation, exempelvis ett ungdomsförbund eller ett kvinnoförbund.

#### Medlemmar
1960 var 20% av väljarna med i något politiskt parti. 2018 var 2,5% av väljarna med i ett politiskt parti. Årsskiftet 1990/1991 försvann möjligheten för organisationer inom LO att kollektivansluta sina medlemmar till Socialdemokratiska arbetarepartiet. Inför avskaffandet beräknades socialdemokraterna tappa ca 65 procent av sina medlemmar.

#### Finansiering
Partiers finansiering sker genom bidrag från staten enligt (1972:625) (partistöd) samt från företag och privatpersoner som lämnar ekonomiskt stöd utan krav på motprestationer (partibidrag). Inkomster från A-lotterierna har varit en betydande inkomst för Socialdemokraterna.

#### Benämning
Sedan den 15 januari 2009 skrivs politiska partiers namn och deras förbund på svenska med stor bokstav utan undantag. Därmed upphörde det tidigare ibland snåriga regelverk där etablerade partier skrevs med små bokstäver och de flesta småpartier med stora bokstäver.

## Partier i olika länder

### Sverige
Partier som är representerade i riksdagen:
- Centerpartiet
- Liberalerna
- Kristdemokraterna
- Miljöpartiet de gröna
- Moderata samlingspartiet
- Sverigedemokraterna
- Socialdemokraterna
- Vänsterpartiet

Mindre partier som under 2010-talet haft mandat i Europaparlamentet, riksdagen och/eller flera kommuner
- Feministiskt initiativ
- Kommunistiska partiet
- Landsbygdspartiet oberoende
- Medborgerlig Samling
- Piratpartiet
- Rättvisepartiet Socialisterna
- Sjukvårdspartiet i form av regionala partier

Övriga partier:
- Svenska småpartier som ställt upp i riksdagsval under 2000-talet

### Finland
Ett parti bildas genom att en registrerad förening samlar underskrifter av tillräckligt många till stöd för antecknande i partiregistret.
Partier som är representerade i riksdagen
- Centern i Finland
- Finlands Socialdemokratiska Parti
- Gröna förbundet
- Kristdemokraterna i Finland
- Rörelse Nu
- Samlingspartiet
- Sannfinländarna
- Svenska folkpartiet
- Vänsterförbundet

Det finns även ett flertal partier som inte är representerade i riksdagen.
Ett parti som inte på två val fått mandat i riksdagen eller fått en viss proportion röster avlägsnas ur partiregistret.
På Åland finns ett eget partiväsende.

### Partier i andra länder
- Amerikanska partier
- Brittiska partier
- Indiska partier
- Kanadensiska partier
- Skotska partier

### Historiska partier
- Nationalsocialistiska tyska arbetarepartiet
- Sovjetunionens kommunistparti